# Уїльський сільський округ
Уї́льський сільський округ (каз. Ойыл ауылдық округі, рос. Уилский сельский округ) — адміністративна одиниця у складі Уїльського району Актюбінської області Казахстану. Адміністративний центр — село Уїл.
Населення — 7408 осіб (2021; 6833 у 2009, 7254 у 1999, 7381 у 1989).
Станом на 1989 рік існувала Уїльська сільська рада (села Акшатау, Єкпетал, Каракемер, Уїл).

## Склад
До складу округу входять такі населені пункти:
| Населений пункт | Населення, осіб (1989) | Населення, осіб (1999) | Населення, осіб (2009) | Населення, осіб (2021) |
| --------------- | ---------------------- | ---------------------- | ---------------------- | ---------------------- |
| Акшатау, село   | 607                    | 863                    | 512                    | 381                    |
| Єкпетал, село   | 286                    | 588                    | 350                    | 355                    |
| Каракемер, село | 701                    | 212                    | 631                    | 318                    |
| Уїл, село       | 5787                   | 5591                   | 5340                   | 6354                   |
| --Керали        | -                      | -                      | -                      | 1                      |